# Fundacja Solidarności Międzynarodowej
Fundacja Solidarności Międzynarodowej (FSM, ang. Solidarity Fund PL) – fundacja Skarbu Państwa powołana w 1997 roku z inicjatywy Prezydenta RP. Celem Fundacji jest realizacja zadań z zakresu międzynarodowej współpracy rozwojowej, w szczególności zleconych przez Ministra Spraw Zagranicznych.

## Historia
Fundacja została powołana w końcu lat 90. z inicjatywy Prezydenta RP. Jej celem było udzielanie pomocy krajom w okresie transformacji w kierunku gospodarki rynkowej i prywatnej przedsiębiorczości oraz wspomaganie ich rozwoju gospodarczego, społecznego i politycznego. W pierwszych latach swojej działalności Fundacja zrealizowała szereg projektów, m.in. na rzecz Ukrainy, Mołdawii, Kazachstanu i Gruzji. Opracowała i wydała szereg publikacji poświęconych polskim doświadczeniom transformacyjnym. Fundacja zawiesiła działalność w 2005 roku.
W zawiązku z przyjęciem przez Sejm Ustawy o współpracy rozwojowej z dnia 16 sierpnia 2011 r. Fundacja wznowiła działalność realizując zadania zlecone przez Ministra Spraw Zagranicznych z zakresu współpracy rozwojowej. Prezesem Fundacji został Krzysztof Stanowski.
W 2012 roku Fundacja otrzymała prawa do logotypu polskiej prezydencji w Radzie UE zaprojektowanego przez Jerzego Janiszewskiego, autora logo Solidarności.
W lutym 2013 roku przyjęto nazwę Fundacja Solidarności Międzynarodowej (w latach 1997–2002 Polska Fundacja Transformacji Rynkowej „Wiedzieć Jak”, 2002–2013 – Polska Fundacja Międzynarodowej Współpracy na rzecz Rozwoju „Wiedzieć Jak”).

## Obszary działania i programy
Fundacja prowadzi działania w zakresie współpracy rozwojowej na rzecz innych państw. Kładzie nacisk na wspieranie przemian demokratycznych, rozwój społeczeństwa obywatelskiego, zasady dobrego rządzenia, rozwój demokracji lokalnej, przekazywanie doświadczeń transformacji gospodarczej i ustrojowej, wsparcie wolnych mediów i organizacji broniących praw człowieka. Od 2012 roku organizuje również, na zlecenie MSZ, wyjazdy polskich obserwatorów w ramach misji wyborczych OBWE/ODIHR. Obszarem priorytetowym dla działań Fundacji są kraje Partnerstwa Wschodniego: Białoruś, Ukraina, Mołdawia, Gruzja, Armenia i Azerbejdżan.

## Prezesi
- 2001–2004 – Jacek Kluczkowski[5]
- 2004–2011 – Waldemar Dubaniowski[5]
- 2011–2012 – Klaudia Wojciechowska[5]
- 2012–2017 – Krzysztof Stanowski[5]
- 2017–2019 – Maciej Falkowski[5]
- 2019–2024  – Rafał Dzięciołowski[6]
- 2024 – Henryk Litwin
- od listopada 2024 – Justyna Janiszewska[7]